# Affrontements à Odessa
Pour un article plus général, voir Troubles prorusses de 2014 en Ukraine.
Les affrontements d'Odessa en 2014 sont une série d'affrontements ayant éclaté entre des manifestants pro et anti-Maïdan dans les rues d'Odessa, dans le cadre de la montée des troubles en Ukraine au lendemain de la révolution ukrainienne de 2014,.
La violence s'intensifie le 2 mai lorsqu'une manifestation pro-Maïdan est attaquée par des militants anti-Maïdan. Deux militants pro-Maïdan et quatre militants anti-Maïdan sont tués par balle dans les rues,,. Dans les affrontements suivants, les manifestants pro-Maïdan se rassemblent pour démanteler un camp de tentes anti-Maïdan sur la place Koulikovo, obligeant des groupes d'activistes anti-Maïdan à se réfugier dans la maison des syndicats voisine. Des manifestants pro-Maïdan tentent de prendre d'assaut la Maison de syndicats, qui prend feu alors que les deux parties se lancent des cocktails Molotov,,.
Les événements entraînent la mort de 48 personnes, dont 46 militants anti-Maïdan. 42 des victimes sont mortes dans l'incendie de la Maison des syndicats et 200 autres sont blessées. Ces événements sont les troubles civils les plus sanglants survenus à Odessa depuis ceux de 1918.
Bien que plusieurs auteurs présumés aient été poursuivis, aucun procès n'a encore eu lieu. En 2015, le Groupe consultatif international du Conseil de l'Europe conclut que l'indépendance de l'enquête est entravée par « des preuves indiquant la complicité de la police » et que les autorités ukrainiennes n'ont pas enquêté de manière approfondie sur les événements.